# 新東京歯科衛生士学校
新東京歯科衛生士学校（しんとうきょうしかえいせいしがっこう、英: Shin-Tokyo Dental Hygiene College）とは、東京都大田区にある私立専門学校（歯科衛生士養成所）。

## 概要
同じ校舎に新東京歯科技工士学校を併設している。運営は学校法人東京滋慶学園。

## 設置学科
- 歯科衛生士科Ⅰ部（男女・昼間・3年課程）
- 歯科衛生士科Ⅱ部（男女・夜間・3年課程）

## 取得できる資格
卒業時に歯科衛生士国家試験の受験資格を取得できる。

## 所在地・アクセス
東京都大田区大森北一丁目18番2号
- JR京浜東北線大森駅から徒歩5分
- 京急本線大森海岸駅から徒歩5分